# Wolfgang Sternstein
Wolfgang Sternstein (* 12. März 1939 in Braunschweig) ist ein deutscher Friedens- und Konfliktforscher und Autor.

## Werdegang
Der Sohn eines Diplomingenieurs und leidenschaftlichen, strengen Nationalsozialisten litt unter einer gewaltvollen Erziehung. Während seiner Schulzeit lernte er die Ideen und Texte von Søren Kierkegaard, Mahatma Gandhi und Martin Luther King kennen und wollte nach eigener Aussage dazu beitragen, dass Gewalt und Krieg überwunden würden. Nach Abschluss seines Studiums in Tübingen und Frankfurt am Main wurde er im Rahmen eines Forschungsprojekts 1975 zu den Protesten gegen das badische Kernkraftwerk Wyhl geschickt und kam hier erstmals in praktischen Kontakt mit gewaltfreien Aktionen, die er von damals an wissenschaftlich, journalistisch und aktivistisch begleitet.
Schwerpunkt seiner politischen Arbeit bilden die Anti-Atomkraft- und Friedensbewegung. Im Laufe seines Lebens nahm er an mehr als fünfzig gewaltfreien Aktionen teil wegen denen er insgesamt 14 Monate ins Gefängnis ging, da er sich weigerte, Geldstrafen zu bezahlen.
Sternstein war von 1976 bis 1980 und 1982 bis 1984 Mitglied im Vorstand des Bundesverbands Bürgerinitiativen Umweltschutz und gründete 1979 das Institut für Umweltwissenschaft und Lebensrechte (laut Amtsgericht Stuttgart, VR 3406, wurde der Trägerverein schon 1978 eingetragen), an dem er seit mindestens 1980 arbeitet.

## Veröffentlichungen
- Marx, Lenin, Mao : Darstellung und Kritik d. marxistischen Gesellschaftsanalyse. Haag und Herchen, Frankfurt am Main 1978, ISBN 3-88129-053-2.
- Überall ist Wyhl : Bürgerinitiativen gegen Atomanlagen ; aus d. Arbeit eines Aktionsforschers. Haag und Herchen, Frankfurt am Main 1978, ISBN 3-88129-177-6.
- Erwartungen an öffentliche Weiterbildung zu Ökologie- und Umweltfragen : Konsequenzen für den MNT-Bereich an Volkshochschulen. Pädagogische Arbeitsstelle des Deutschen Volkshochschul-Verbandes, Frankfurt/ Bonn 1981.
- Gewaltfreiheit als revolutionäres Prinzip : 12 Thesen. Hrsg.: Graswurzelrevolution Stuttgart, Stuttgart 1985.
- Mein Weg zwischen Gewalt und Gewaltfreiheit : Autobiografie / Wolfgang Sternstein. Books on Demand, Norderstedt 2005, ISBN 3-8334-2226-2. mit einem Vorwort von Horst-Eberhard Richter (Rezension von Michael Schmid)
- Gandhi und Jesus : das Ende des Fundamentalismus. Gütersloher Verlags-Haus, Gütersloh 2009, ISBN 978-3-579-06475-8.
- «Bei Abriss Aufstand» – die Schwaben proben die Revolution. Stuttgart 21: Gewaltfreie Aktion und Ziviler Ungehorsam. In: Reiner Steinweg, Ulrike Laubenthal (Hrsg.): Gewaltfreie Aktion. Erfahrungen und Analysen. Brandes & Apsel, Frankfurt am Main 2011, ISBN 978-3-86099-689-8, S. 96–107.
- »Atomkraft – nein danke!« : der lange Weg zum Ausstieg. Brandes & Apsel, Frankfurt am Main 2013, ISBN 978-3-95558-033-9.
- Lernprozesse beim Bürgerprotest gegen technische Großprojekte. Kann der Kampf gegen S 21 und für K 21 noch gewonnen werden? In: Forschungsjournal Soziale Bewegungen. 4/2014, S. 17–29.